# Chos Malal
Chos Malal är en kommunhuvudort i Argentina.   Den ligger i provinsen Neuquén, i den sydvästra delen av landet, 1 100 km väster om huvudstaden Buenos Aires. Chos Malal ligger 858 meter över havet och antalet invånare är 11 721.
Terrängen runt Chos Malal är huvudsakligen kuperad. Chos Malal ligger nere i en dal. Trakten runt Chos Malal är nära nog obefolkad, med mindre än två invånare per kvadratkilometer.. Det finns inga andra samhällen i närheten.
Omgivningarna runt Chos Malal är i huvudsak ett öppet busklandskap.